# Capcoana argyrops
Capcoana argyrops är en insektsart som först beskrevs av Victor Antoine Signoret 1853.  Capcoana argyrops ingår i släktet Capcoana och familjen dvärgstritar. Inga underarter finns listade i Catalogue of Life.